# 雅根查错
雅根查错（藏語：གཡག་རྒན་ཚྭ་མཚོ，威利转写：g.yag rgan tshwa mtsho，THL：Yakgen Tsatso，藏语意为“牛驮湖”）位于中国西藏自治区那曲市双湖县境内，地处双湖县东南部，唐古拉山南麓一山间盆地内，湖面海拔4866米，面积108平方公里。湖区气候寒冷干燥，年均气温-6℃左右，年均降水量200～300毫米。湖水主要靠泉集河径流补给。有石盐和芒硝沉积。